# Brieva (Ávila)
Ne doit pas être confondu avec Brieva.
Brieva est une localité espagnole située sur le territoire de la commune d'Ávila, dans la province d'Ávila, dans la communauté autonome de Castille-et-Léon.

## La prison de Brieva
La localité est connue pour abriter sur son territoire un important centre pénitentiaire espagnol dédié principalement à l'incarcération des femmes.

## Personnalités liées à la commune
- L'avocate Rosario Porto Ortega (1969-2020), condamnée dans la célèbre affaire Asunta Basterra, s'est donné la mort dans le centre pénitentiaire d'Ávila, situé dans la localité[3].
- Iñaki Urdangarin a été incarcéré[4] dans la prison de Brevia[5].